# Nilton Rosa
Nilton Rosa (15 de março de 1943), mais conhecido como Tito, é um ex-futebolista brasileiro que atuava como meia ou atacante.

## Carreira
Durante sua carreira no futebol, Tito jogou pelo Fluminense e pela Portuguesa Rio de Janeiro. Com o Fluminense conquistou o Campeonato Carioca em 1964.

### Seleção Brasileira
Em 1964 , Tito foi convocado para a Seleção que participou dos Jogos Olímpicos de Tóquio.